# Nijenburg (schip, 1757)

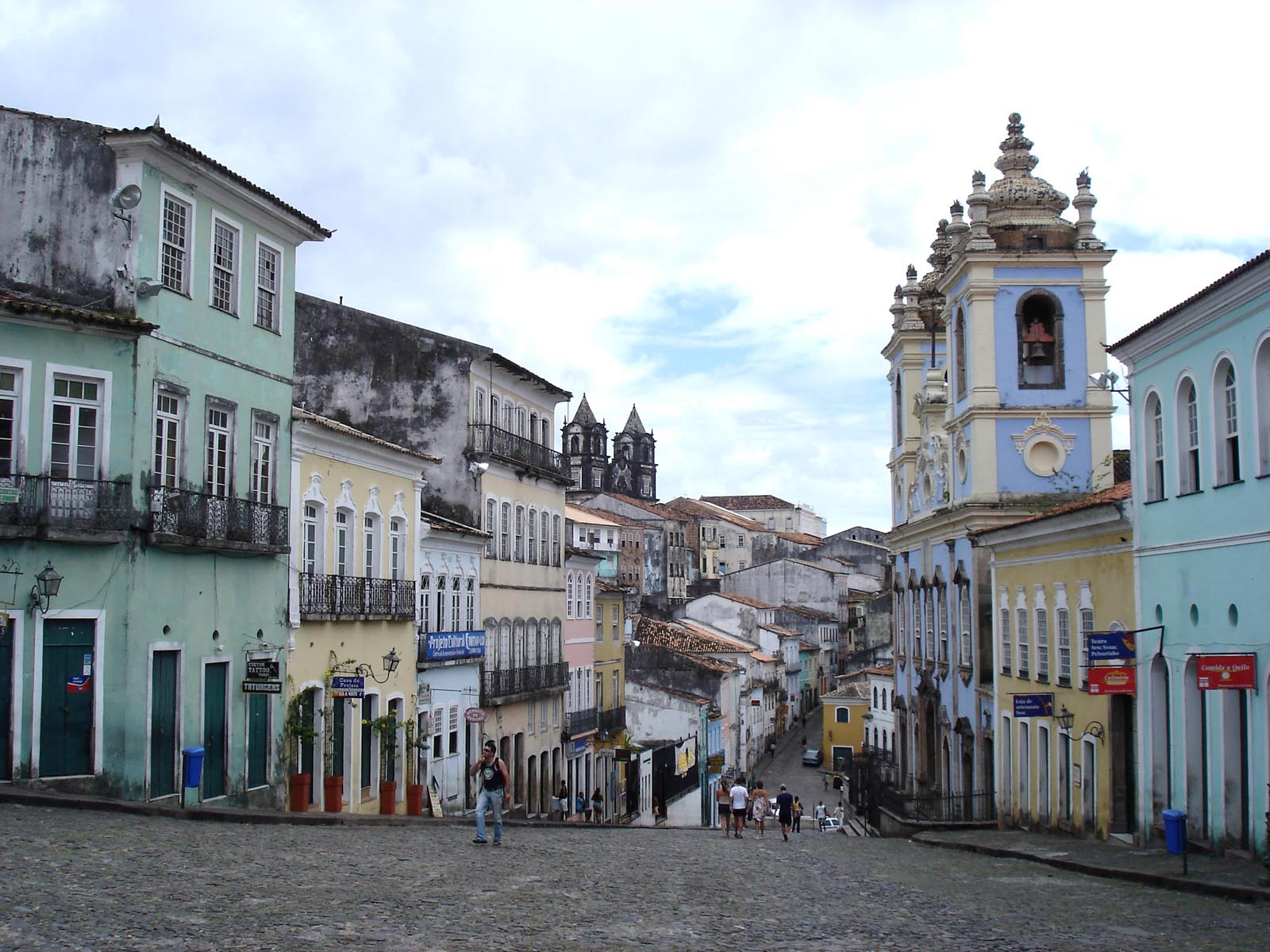
Salvador (stad) aan de Allerheiligenbaai

De Nijenburg was een Nederlands koopvaardijschip, gebouwd in 1757 voor de VOC kamer te Hoorn en was vernoemd naar de buitenplaats Nijenburg tussen Alkmaar en Heiloo. Na een muiterij op de Atlantische Oceaan ging een deel van de bemanning in Portugees Brazilië van boord; de overigen kwamen uiteindelijk in Paramaribo terecht. De muiterij en de berechting was een sensatie die aanleiding gaf tot een aantal verslagen. en een gevelsteen.

## Geschiedenis
Op 10 april 1759 verliet het schip Texel voor haar eerste reis en kwam een half jaar later in Batavia aan; vervolgens voer het naar de Kust van Coromandel. Batavia werd verlaten op 2 november 1761, aankomst Hoorn [?] 26 juni 1762.
Op 8 mei 1763 vertrok de driemaster voor haar tweede reis naar de Oost vanaf Texel. De bemanning - deels geronseld - bestond uit 236 of 380 koppen. De meesten waren Duitsers, maar er waren ook Denen, Italianen, Zwitsers en vrouwen aan boord. Veel van deze matrozen hadden geen enkele ervaring op zee en voelden zich al snel bedrogen, want hen was voorgehouden dat ze een functie zouden krijgen in het Staatse leger.

## De zwavelbende

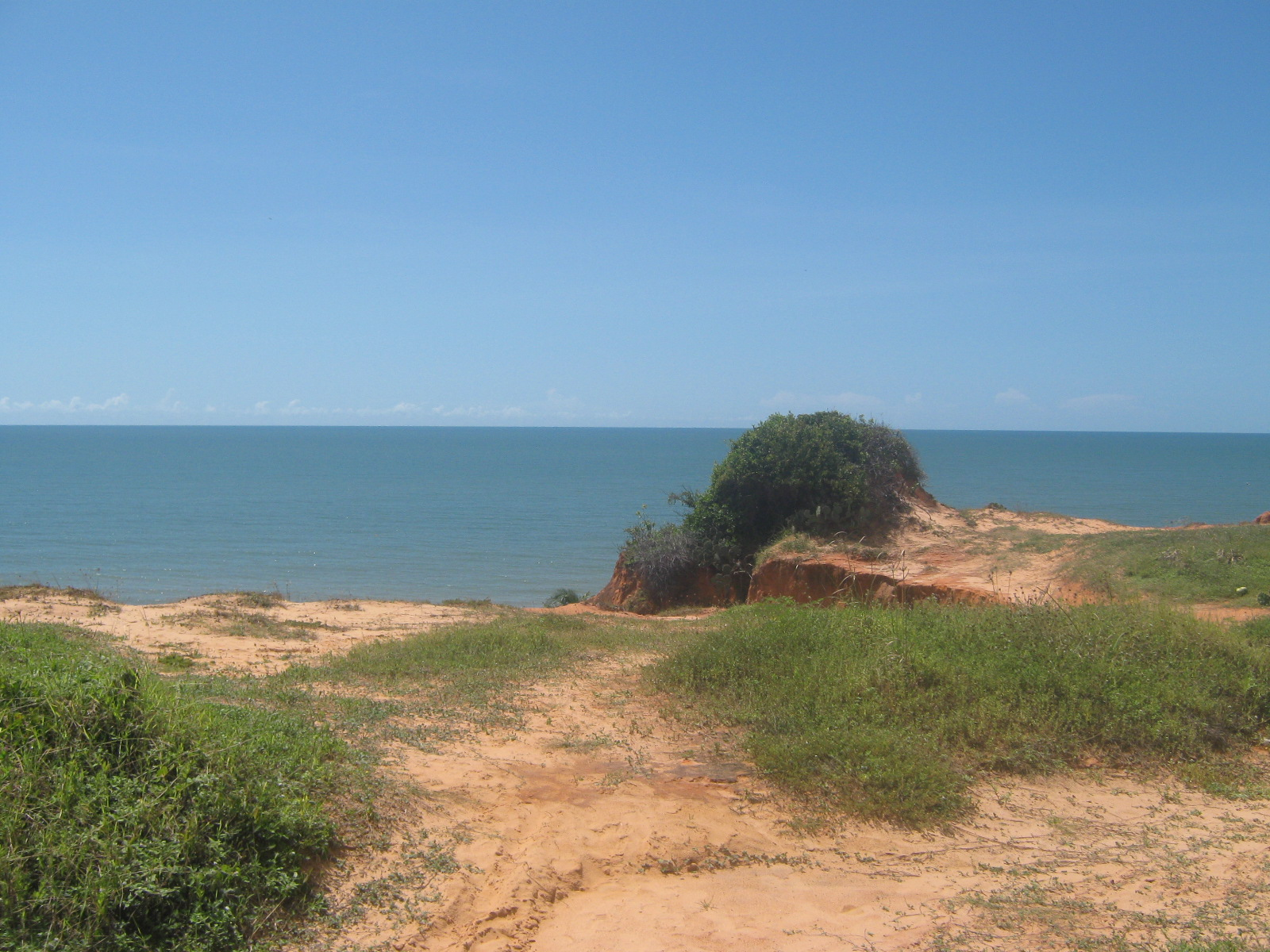
Kust van Brazilië, nabij Fortaleza

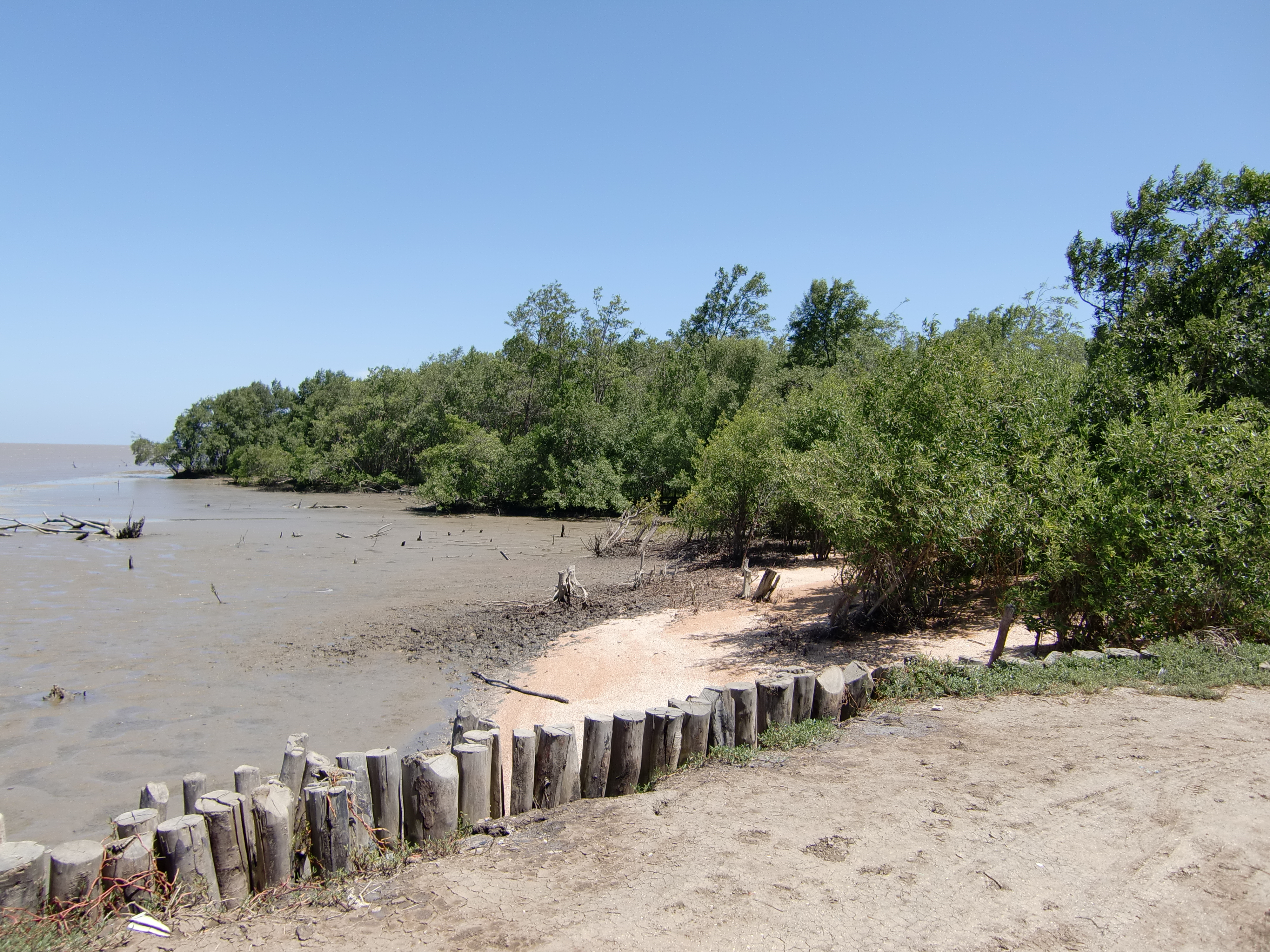
De kust van Cayenne

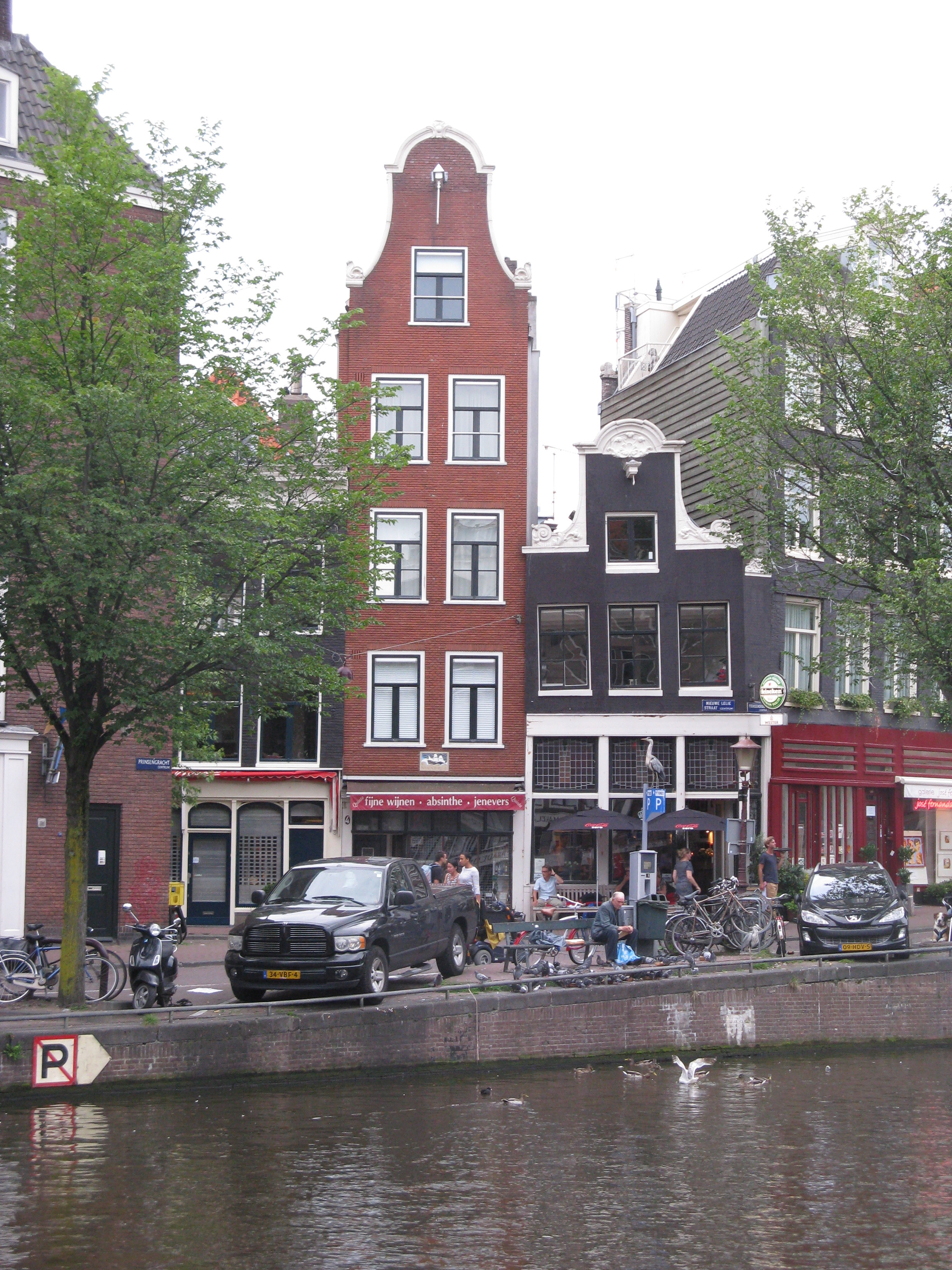
Het pand Nijenburg in de Nieuwe Leliestraat

Toen het schip in de nacht van 14 op 15 juni de Kaapverdische Eilanden was gepasseerd, dwong een deel van de bemanning, voor het merendeel Duitsers, de eerste stuurman koers te zetten naar Bahia, nadat een van hen was betrapt bij het stelen van water. De muiterij was gericht tegen de kwartiermeester, verantwoordelijk voor de ronddeling van warm eten en ordehandhaving tijdens het schaften, de bottelier en de bootsman. Op zoek naar de officieren raakte de onderstuurman dodelijk gewond. De schipper wist zich schuil te houden op de bezaan, aan de buitenkant van het schip. De opperstuurman verborg zich in het hoenderhok. Allen werden opgesloten in de kajuit, met een spreekverbod. Zes gewapende muiters hielden de wacht voor de gehavende deur. Onder andere de kapitein en zijn zoon werden van hun horloge en zilveren schoengespen beroofd. Er vielen zestien gewonden.
Op het schip werden 10.000 dukaten en tien staven goud vervoerd. Deze rijkdom werd onder de muiters verdeeld. Terug zeilen naar Lissabon bleek niet haalbaar vanwege de windstilte en op 10 juli dreigden de muiters de schipper Jacob Keetel, afkomstig uit Husum, overboord te gooien, omdat de Braziliaanse kust naar hun mening niet snel genoeg inzicht kwam. Een drietal opvarenden probeerde een tegenrevolutie te ontketenen. De aanstichter kreeg pardon toen plotseling een noordkaper langs kwam en men besloot de jongen uit genade niet over boord te gooien. Het schip arriveerde drie weken later, op 2 augustus 1763, voor de kust, maar raakte vast op een zandbank, nabij Cape São Rocque. 64 man redden zich in de enige roeiboot en liepen naar de Rio Grande do Norte. De mannen hadden zich voorgenomen zich in het voormalig Nederlands-Brazilië te vestigen, maar aan land vielen ze weldra op omdat ze geld en goud in hun bezit hadden, kwistig geld spendeerden, en huwelijksaanzoeken deden. De bemanning werd in hechtenis genomen omdat de plaatselijke arts, die de mannen behandelde, Nederlands sprak en het gerecht op de hoogte stelde.
Het overige deel van de bemanning dat aan boord was gebleven werd door de kapitein "met mooie woorden" naar Cayenne gebracht. Op 30 augustus kwam het schip daar aan. Op 6 september gingen de muiters aan land. Een achttal werd gevangengenomen, nadat de commandant van het eiland lucht kreeg van de gang van zaken aan boord. De bewindhebbers van de VOC begonnen via diplomatieke kanalen een procedure om de muiters naar Suriname of Holland te vervoeren.
De precieze gang van zaken is niet helemaal duidelijk, maar aangevuld met nieuwe bemanning uit Holland kwam het schip, een jaar later, op 3 augustus 1764 aan te Paramaribo. Tijdens het proces dat volgde, werden zeven man geëxecuteerd: een van de leiders is onthoofd, zes man zijn aan de fokkenra opgehangen.
De Portugese machthebbers stuurden de muiters via Lissabon terug naar Holland, maar de aanzetgever tot de muiterij pleegde zelfmoord. Bij aankomst in Den Helder veroordeelde de krijgsraad onder leiding van Cornelis Schrijver nog eens 17 man. Drie werden geradbraakt, tien opgehangen bij Huisduinen, twee werden gekielhaald, 1 liet men van de ra vallen en vervolgens geselen en 21 man werden vrijgesproken.
Aagtekerke · Akerendam · Amsterdam · Arnhem · Batavia · Bleijenburg · Concordia · De Dry Heuvels · De Dry Papegaijtiens · Dromedaris · Duyfken · Eendracht · Eendraght · Fortuyn · Geldermalsen · Gouden Buys · Goudriaan · 't Gulden Zeepaert · Halve Maen · Hof van Zeelandt · Hollandia · Landskroon · Leeuwin · Magdalena · Mauritius · Meermin · Midloo · Negotie · Nieuw Hoorn · Nieuwvliet · Nijenburg · Oude Zijpe (1711) · Oude Zijpe (1740) · Prins Willem · Rarop · Ravenstein · Ridderschap van Holland · Saerdam · Schiedam · Valkenbos · Vergulde Draeck · 't Vliegend Hert · Voetboog · Wapen van Amsterdam · 't Wapen van Hoorn · Westerbeek · Wimmenum · Zuytdorp · Zeewijk